# Holcombe Hockey Club
Holcombe Hockey Club is een hockeyclub uit de Engelse plaats Rochester. De club speelt wedstrijden op Holcombe Park en heeft de beschikking over een waterveld en een zand-ingestrooid kunstgrasveld. In 1999 ontstond de club na een eenwording tussen verschillende clubs uit de nabije omgeving. De club komt bij zowel de mannen als de vrouwen uit op het hoogste niveau in Engeland, de Premier Division.